# Вандерлей, Уолтер
Уолтер Жозе Вандерлей Мендонса (порт. Walter Jose Wanderley Mendonça; 12 мая 1932, Ресифи — 4 сентября 1986, Сан-Франциско, Калифорния) — бразильский органист и пианист, наиболее известный по работе в таких жанрах как лаунж и босанова.

## Биография
Вандерлей родился в Ресифи, Бразилия. Уже известный в своей родной стране к концу 1950-х годов, он стал всемирно известной звездой в середине 1960-х годов благодаря сотрудничеству с певицей Аструд Жилберту.
Он записал шесть альбомов на лейбле Verve в период с 1966 по 1968 год. Три из этих альбомов, Rain Forest, Cheganca и A Certain Smile, a Certain Sadness, были записаны в США в составе трио: Вандерлей, Клаудио Слон (ударные) и Жозе Марину (бас). Запись «Summer Samba» достигла 26-го места в чарте Billboard Hot 100 летом 1966 года. Ещё одним альбомом, записанным в тот период, был Popcorn, в сотрудничестве с бразильским певцом-гитаристом Луисом Энрике Розой.
После того как трио распалось (хотя они ненадолго воссоединились в 1971 году для альбома The Return of the Original на лейбле Canyon Records), сам Вандерлей продолжал записывать альбомы на лейблах Verve, A&M/CTI и GNP Crescendo. За это время он дал множество сольных выступлений в Латинской Америке.
Вандерлей был известен своим характерным стаккато-заикающимся стилем и мастерством игры на Органе Хаммонда. Его дальнейшая карьера была омрачена алкоголизмом. Он умер от рака в 1986 году в Сан-Франциско, Калифорния, в возрасте 54 лет.

## Дискография
- 1959: Festa Dançante (RGE)
- 1960: Eu, Você e Walter Wanderley (Odeon MOFB-3085)
- 196?: Feito Sob Medida (Odeon MOFB-3109)
- 1961: Sucessos Dançantes Em Ritmo de Romance (Odeon MOFB-3155)
- 1961: O Sucesso é Samba (Odeon MOFB-3204)
- 1962: Samba é Samba (Odeon MOFB-3248)
- 1962: O Samba é Mais Samba (Odeon MOFB-3285)
- 1962: E O Bolero (Odeon MOFB-3289)
- 1963: Samba No Esquema (Odeon MOFB-3358)
- 1963: Walter Wanderley’s Brazilian Organ (Capitol ST-1856)
- 1964: Entre Nós (Philips P 632.197 L)
- 1964: Órgão Sax Sexy (Philips P 632.721 L)
- 1964: O Toque Inconfundivel (Philips P 632.726 L)
- 1965: Quarteto Bossamba (Som Maior)
- 1965: O Autêntico Walter Wanderley (Philips P 632.757 L)
- 1965: Samba So (Fermata)
- 1966: Sucessos + Boleros (Philips P.632.894 L)
- 1966: Rain Forest (Verve V6-8658)
- 1966: A Certain Smile, a Certain Sadness (Verve V6-8673)
- 1966: Chegança (Verve V6-8676)
- 1967: Brazilian Blend (Philips PHM 600-227)
- 1967: Organ-ized (Philips – PHM 200-233)
- 1967: Batucada (Verve V6-8706)
- 1967: Popcorn (Verve V6-8734)
- 1967: Murmúrio (Tower ST 5058)
- 1967: Kee-Ka-Roo (Verve V6-8739)
- 1968: When It Was Done (A&M Records, CTI Records SP-3018)
- 1969: Moondreams (A&M Records, CTI Records SP-3022)
- 1971: The Return of the Original  (Beverly #SULP 19004)
- 1980: Brazil's Greatest Hits! (GNP Crescendo)
- 1981: Perpetual Motion Love  (GNP Crescendo #GNPD 2142)